# بخش بالرامپور (اوتار پرادش)
بخش بالرامپور (به انگلیسی: Balrampur district) یک منطقهٔ مسکونی در هند است که در Devipatan division واقع شده‌است. بخش بالرامپور ۳٬۴۵۷ کیلومتر مربع مساحت و ۲٬۱۴۸٬۶۶۵ نفر جمعیت دارد.